# ساره
ساره (به عبری: שָׂרָה‎) خواهر و همسر ابراهیم، مادر اسحاق و یکی از چهار شه‌مادر بنی اسرائیل بود. در تنخ از وی با عنوان «مادر ملت‌ها» یاد شده‌است. ساره در سفر پیدایش ابتدا با نام سارای معرفی شده ولی بعدها نامش به ساره تغییر یافت. در زمانی که بسیار پیر و نازا بود خدا به او وعده داد که پسری نصیبش خواهد کرد. این ماجرا در قرآن نیز آمده ولی نامی از ساره در روایت قرآنی آورده نمی‌شود. مفسران مسلمان زنی که در قرآن از او روایت می‌شود را ساره می‌دانند.

## ریشه‌شناسی
ساره در آغاز «سارای» نام داشت. در روایت سفر پیدایش، زمانی که یهوه به ابرام وعده می‌دهد که او و سارای پسری خواهند داشت، نام ابرام به ابراهیم و سارای به ساره تغییر پیدا می‌کند. به عقیده اکثر محققان مدرن، ساره و سارای، هر دو از ریشه SRR (שרר) به معنای «زن مهم» می‌آیند. اقلیتی از محققین سارای را از ریشه SRY به معنای «غالب‌شدن» یا «حکومت‌کردن»، مشابه نام اسرائیل (ال حکومت می‌کند) می‌دانند.

## روایت کتاب‌ مقدس

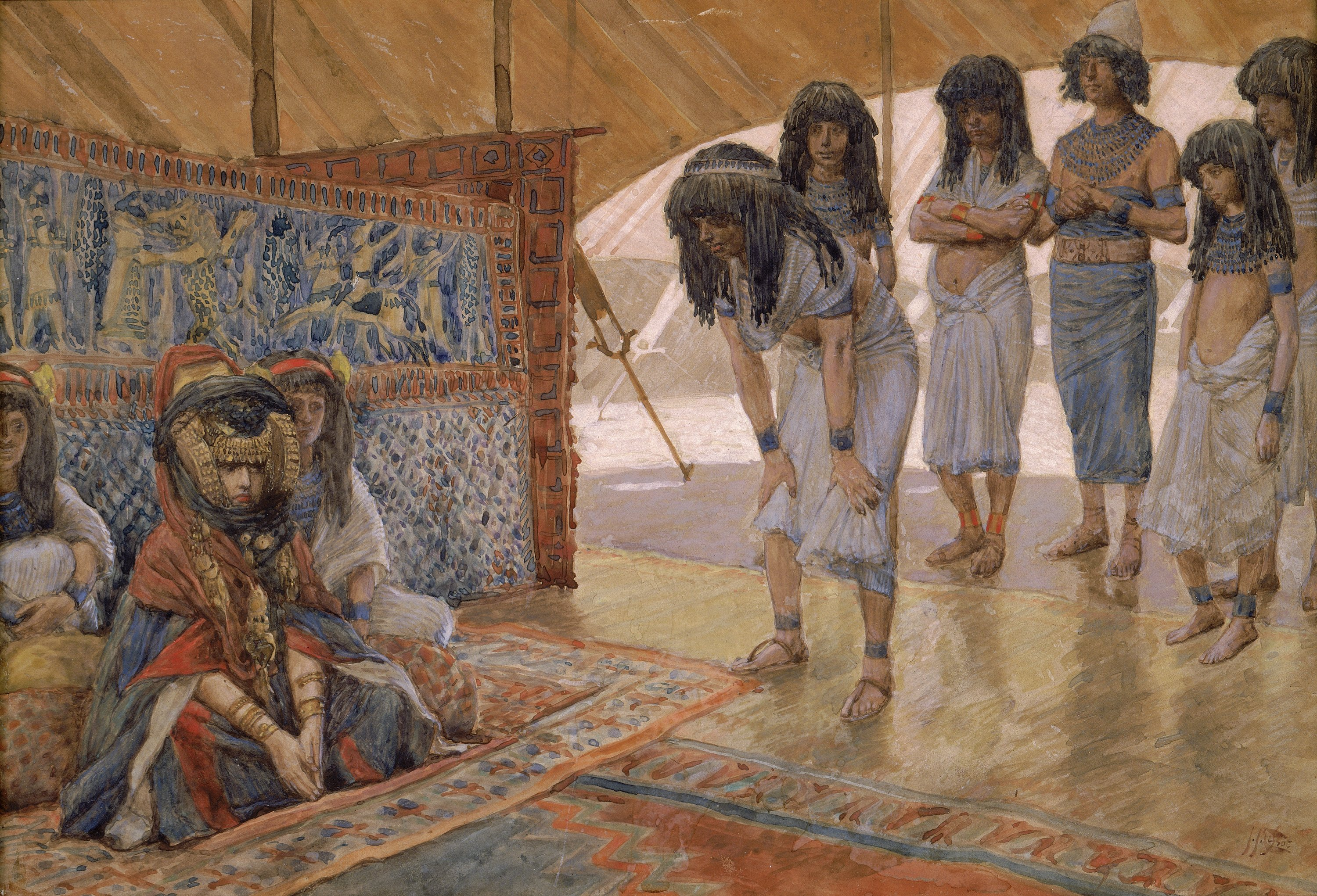
سارای به کاخ فرعون برده می‌شود، اثر جیمز تیسو

روایت اصلی درباره سارای و ابراهیم (پیدایش ۱۷–۱۸؛ ۲۱:۱–۱۹) بر موضوع نسل وعده‌ داده‌ شده از سوی خدا و عهد میان خدا و ابراهیم تمرکز دارد. سارای اولین بار در باب ۱۱ سفر پیدایش ذکر شده‌است، جایی که او به عنوان همسر ابرام پسر تارح معرفی می‌شود، با این حال متن هیچ منشا یا اصل و نسب دقیقی به او نسبت نمی‌دهد. بر اساس پیدایش ۲۰:۱۲، ابراهیم در گفتگو با ابیملک، پادشاه فلیسطی‌ از جرار، سارای را به عنوان همسر و خواهرناتنی خود معرفی می‌کند: «و فی‌الواقع نیز او خواهر من است، دختر پدرم، اما نه دختر مادرم، و زوجه من شد». چنین وصلت‌هایی بعدا در تورات، سفر لاویان به صراحت ممنوع شد (لاویان ۱۸:۹). تارح به همراه پسرش، ابرام، سارای و لوط از اور کلدانیان به کنعان مهاجرت کردند. آن‌ها در مکانی به نام حران توقف کردند و تارح در سن ۲۰۵ سالگی درگذشت. یهوه به ابرام گفته بود که خانه پدریش را به سرزمینی که به او نشان خواهد داد ترک کند، و همین‌طور وعده داد که از او قومی بزرگ بسازد. به فرمان خدا، ابرام، همسرش سارای، برادرزاده‌اش لوط و ثروت و بردگانی را که به دست آورده بودند، گرفت و به شکیم در کنعان رفت. ابرام در این زمان ۷۵ ساله بود. در کنعان، قحطی شدیدی رخ داد، بنابراین ابرام، سارای و لوط به جنوب مصر رفتند. در سفر به مصر، ابرام از ترس این‌که مصری‌ها او را بکشند تا همسرش را تصاحب کنند، به سارای گفت که خود را خواهرش معرفی کند. وقتی سارای را نزد فرعون آوردند، گفت که ابرام برادر اوست، و فرعون او را به کاخ خود برد و هدایا فراوانی به ابرام داد. اما الوهیم خاندان فرعون را به بلاهای بزرگی مبتلا کرد. سپس فرعون متوجه شد که سارای همسر ابرام است و از آن‌ها خواست که مصر را ترک کنند. پس از ترک مصر، لوط از گروه آنها جدا شد.

در باب ۱۶، نقش سارای در رویدادهای مربوط به ابراهیم فعال‌تر می‌شود. پس از ده سال زندگی در کنعان و بی‌فرزندی، سارای برای غلبه بر ناباروری خود به ابرام پیشنهاد کرد که از کنیز مصری خود هاجر صاحب فرزندی شود و او نیز موافقت کرد. بارداری هاجر، منجر به تنش بین سارای و هاجر شد و سارای از شوهرش شکایت کرد که کنیز دیگر به او احترام نمی‌گذارد. سپس هاجر از دست سارای گریخت، اما پس از آن که فرشتگان او را دلداری دادند، بازگشت. هنگامی که ابرام ۸۶ ساله بود، پسر ابرام، اسماعیل به دنیا آمد. در باب ۱۷، هنگامی که ابرام ۹۹ ساله بود، الوهیم نام‌های ابرام و سارای به ابراهیم و ساره تغییر داد و همچنین به ابراهیم این اطمینان داده شد که ساره پسری خواهد داشت. اندکی بعد، سه پیام‌آور (که یکی از آن‌ها خود یهوه است) به دیدار ابراهیم و ساره رفتند. یکی از بازدیدکنندگان به ابراهیم گفت که در بازگشت سال آینده، ساره صاحب پسری خواهد شد. ساره در حالی که در ورودی چادر بود، شنید که چه گفته شد و در دل خودش در مورد احتمال داشتن فرزند در پیری خندید. خدا از ابراهیم پرسید که چرا سارا به فکر بچه‌دار شدن می‌خندد، زیرا سن او برای خدا چیزی نیست.

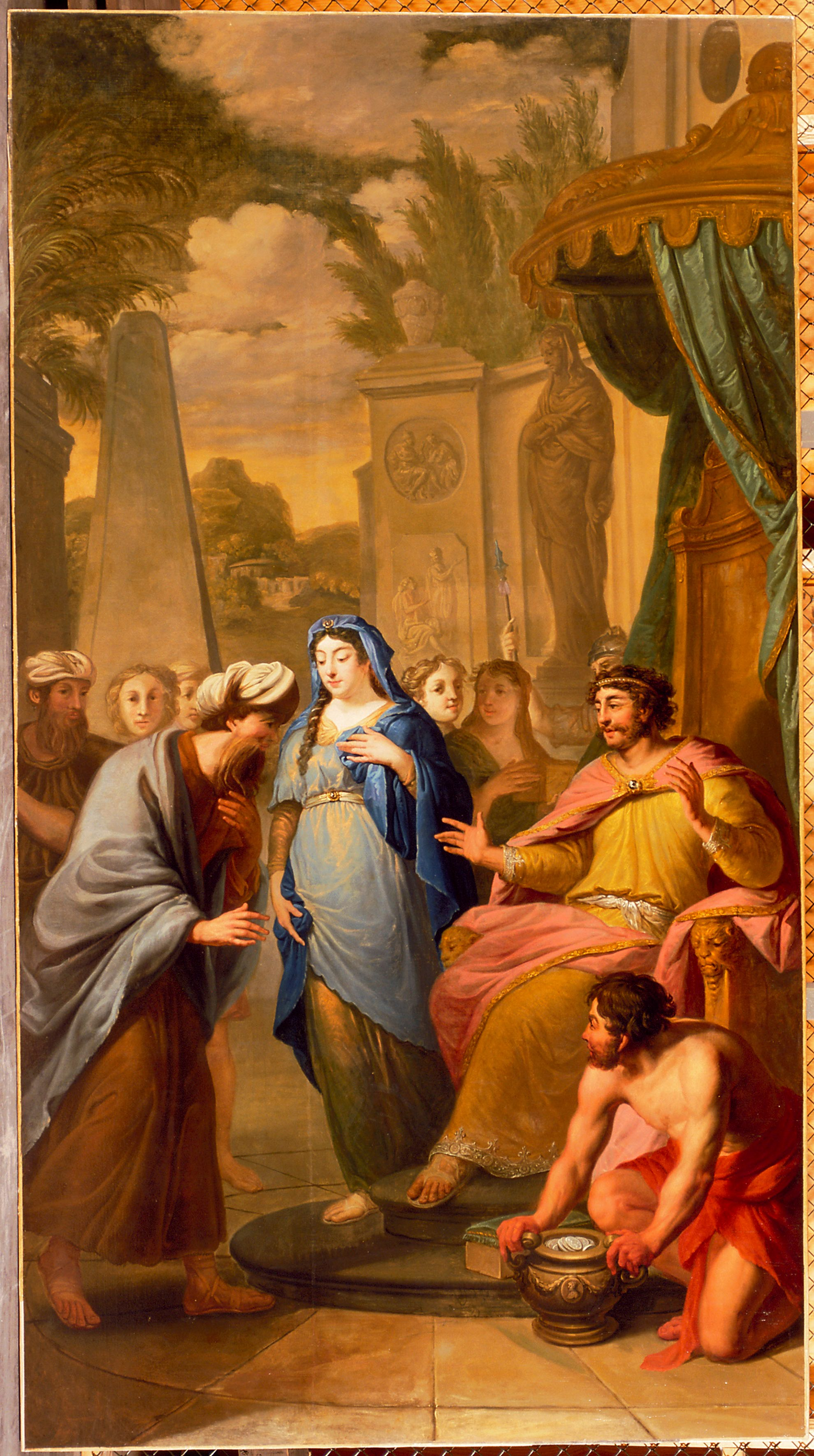
نمایش کتاب مقدس از بازگرداندن ساره به ابراهیم توسط ابیملک.

ابراهیم و سارا پس از ملاقات سه مرد، بین قادش و شور در سرزمین فلیسطی‌ها ساکن شدند. همانطور که در پیدایش ۲۰ شرح داده شده‌است، ابراهیم دوباره ادعا کرد که ساره خواهر اوست. سپس، ابیملک پادشاه جرار، ساره را نزد خود آورد. اما این بار، خداوند قبل از اینکه ابیملک سارا را لمس کند، از طریق خواب ابیملک مداخله کرد. ابیملک با ابراهیم روبرو شد و از اینکه دروغش باعث خشم خدا شده بود، او را سرزنش کرد. ابراهیم پاسخ داد که فکر می‌کند در آن مکان ترسی از خدا نیست و ممکن است او را به خاطر همسرش بکشند. سپس ابراهیم از آن‌چه گفته بود دفاع کرد که اصلا دروغ نیست: «و در واقع او خواهر من است، او دختر پدر من است، اما دختر مادرم نیست، و او همسر من شد». ابیملک سارا را نزد ابراهیم بازگرداند و گوسفند، گاو و غلامان را به ابراهیم اعطا کرد. ابراهیم سپس برای ابیملک و خانواده‌اش دعا کرد، زیرا الوهیم به دلیل گرفتن ساره، زنان او را نابارور کرده بود.
در ادامه، ساره زمانی که ۹۰ ساله بود باردار شد و در زمان وعده داده‌شده برای ابراهیم پسری به دنیا آورد. ابراهیم که در آن زمان ۱۰۰ ساله بود، نام کودک را اسحاق گذاشت که به معنی «خنده» است. برای ساره، فکر به دنیا آوردن و شیر دادن به کودک در چنین سنی نیز خنده زیادی برای او به ارمغان آورد، زیرا گفت: «خدا خنده برای من ساخت، و هر که بشنود، با من خواهد خندید». ابراهیم در روزی که اسحاق از شیر گرفته می شد، جشن بزرگی برپا کرد. در خلال این ضیافت بود که ساره با مشاهده اسماعیل نوجوانی که در حال خندیدن به اسحاق بود آزرده خاطر می‌شود و از ابراهیم درخواست می‌کند که هم او و هم هاجر را تبعید کند. ابراهیم در ابتدا با درخواست ساره مخالفت کرد، اما هنگامی که الوهیم به او گفت که مطابق خواسته همسرش عمل کند، پشیمان شد.
زمانی که ساره در ۱۲۷ سالگی مرد و ابراهیم از افرون هیتی، زمینی با غاری در نزدیکی حبرون می‌خرد تا او را در آن دفن کند که طبق روایت کتاب مقدس اولین زمین متعلق به بنی‌اسرائیل در کنعان است. این مکان به غار پدرسالاران معروف است. به غیر از سفر پیدایش، ساره تنها یک بار در کتاب اشعیا (اشعیا ۵۱:۲) به عنوان جد بنی‌اسرائیل ذکر شده‌است.

## دیدگاه تاریخی
در اوایل و اواسط قرن بیستم، باستان‌شناسان برجسته مانند ویلیام آلبرایت و محققان کتاب مقدس مانند البرشت الت معتقد بودند که پدرسالاران و مادرسالاران یا افراد واقعی یا ترکیبات قابل باوری از افرادی هستند که در «عصر پدرسالاری» یعنی هزاره دوم پیش از میلاد زندگی می‌کردند. اما، در دهه ۱۹۷۰، پژوهش‌های جدید در مورد گذشته اسرائیل و متون کتاب مقدس این دیدگاه‌ها را به چالش کشید؛ این استدلال‌ها را می‌توان در کتاب‌های «تاریخ روایت‌های پدرسالارانه» نوشته توماس ال. تامپسون (۱۹۷۴) و «ابراهیم در تاریخ و سنت» نوشته جان ون سیترز (۱۹۷۵) یافت. تامپسون، محقق ادبی، استدلال خود را بر اساس باستان‌شناسی و متون کهن استوار کرد. پایان‌نامه او بر فقدان شواهد قانع‌کننده‌ای بود که نشان می‌داد پدرسالاران در هزاره دوم پیش از میلاد زندگی می‌کردند، و اشاره کرد که چگونه برخی از متون کتاب مقدس شرایط و نگرانی‌های هزاره اول را منعکس می‌کنند. ون سیترز داستان‌های پدرسالارانه را بررسی کرد و استدلال کرد که نام‌ها، محیط اجتماعی و پیام‌های آن‌ها به شدت حاکی از آن است که آن‌ها محصول عصر آهن هستند. با آغاز قرن بیست و یکم، باستان‌شناسان امید خود را برای بازیابی هر زمینه‌ای که پدرسالاران و مادرسالاران را به شخصیت‌های تاریخی معتبر تبدیل می‌کرد، از دست داده بودند.

## دیدگاه ادیان

### یهودیت
تلمود سارای را با یسکه، دختر برادر متوفی ابراهیم، هاران می‌شناسد، در این دیدگاه، ساره خواهرزاده ابراهیم و خواهر لوط و ملکه است. هر چند که در پیدایش ۲۰:۱۲ ابراهیم ادعا می‌کند که سارا به جای خواهرزاده «در واقع خواهر من است، دختر پدرم»، راشی اظهار می‌کند که اصطلاح «دختر» را می‌توان در مورد نوه دختر نیز به کار برد، و بنابراین «خواهر» را می‌توان در مورد خواهرزاده نیز به کار برد.
افسانه‌های یهودی مرگ ساره را با تلاش برای قربانی کردن اسحاق مرتبط می‌کنند، با این حال، دو نسخه متفاوت از داستان وجود دارد. به نقل از یکی، سمائیل نزد او آمد و گفت: شوهر پیرت پسر را گرفت و قربانی کرد، پسر ناله کرد و گریست، اما نتوانست از دست پدر بگریزد. سارا شروع به گریه کرد و در نهایت از اندوه خود درگذشت. طبق افسانه دیگر، شیطان در لباس پیرمردی نزد ساره آمد و به او گفت که اسحاق قربانی شده‌است. او با اعتقاد به صحت آن، به شدت گریه کرد، اما به زودی با این فکر که قربانی به فرمان خدا تقدیم شده‌است، خود را آرام کرد. او از بئرشبع به سمت حبرون رفت و از هر کس که ملاقات می‌کرد پرسید که آیا می‌داند ابراهیم به کدام سمت رفته‌است. سپس شیطان دوباره به شکل انسان نزد ساره آمد و به او گفت که این درست نیست که اسحاق قربانی شده‌است،  او زنده است و به زودی با پدرش باز خواهد گشت. ساره با شنیدن این سخن، از شادی در حبرون مرد. ابراهیم و اسحاق به خانه خود در بئرشبع بازگشتند و سارا را در آنجا نیافتند و به حبرون رفتند و در آن‌جا مرده او را یافتند.

### مسیحیت
نامه اول پطرس، ساره را به خاطر اطاعت از شوهرش ستایش می‌کند. او به خاطر ایمانش در قسمت «تالار ایمان» عبرانیان در کنار تعدادی دیگر از شخصیت‌های عهد عتیق ستایش می‌شود. دیگر اشارات عهد جدید به سارا در رومیان و غلاطیان است. در غلاطیان ۴، او و هاجر به عنوان تمثیلی از عهد قدیم و جدید استفاده شده‌اند. پولس قوانین تورات را که در کوه سینا داده شده‌است، به اسارت بنی‌اسرائیل مرتبط می‌کند، و به این معناست که با شرایط هاجر به عنوان کنیز دلالت می کند، در حالی که اورشلیم آزاد آسمانی توسط ساره و فرزندش دلالت می‌کند.

### اسلام
دیدگاه اسلامی از ساره که در قرآن نامی از او برده نشده‌است، از تصویر او در یهودیت و مسیحیت پیروی می‌کند؛ به این صورت که او زن خوب، مهربان و همسر ابراهیم است که پس از سال‌ها نازائی صاحب فرزندی به نام اسحاق می‌شود. با این حال، تفاوت‌های قابل توجهی در روابط ساره با ابراهیم، هاجر و اسماعیل  وجود دارد؛ در اسلام او خواهرناتنی ابراهیم نیست، بلکه دختر عموی اولش است، که گفته می‌شود دختر برادر تارح، هاران است. هاجر نیز به عنوان همسر دوم ابراهیم در نظر گرفته می‌شود تا کنیز او؛ این دیدگاه، خصومتی را که ساره نسبت به هاجر در دوران بارداری و اسماعیل احساس می‌کند، از بین می‌برد.
در صحیح بخاری، کتاب حدیثی اهل سنت، حدیثی به محمد منسوب است که ابراهیم تنها سه بار دروغ گفت؛ دو بار درباره ذات خدا و وحدانیت او و یک بار درباره ساره که او را خواهر خودش معرفی کرد. در همین حدیث گفته شده که ابراهیم و ساره تنها مسلمانان روی زمین بودند؛ لذا ساره «خواهر دینی» ابراهیم هم بود. زمانی که ساره نزد پادشاه برده شد، وی چنان او را شیفته شد که دستش را به سویش دراز کرد اما دستش خشک شد و از ساره خواست که از خدا بخواهد دستش را باز کند. ساره چنین کرد و این اتفاق سه بار تکرار شد تا اینکه پادشاه تصمیم گرفت ساره را از کشورش بیرون کند و هاجر را هم به او ببخشد. طباطبایی، مفسر شیعه، با صحت این حدیث مخالف است. کلینی، محدث شیعه، به نقل از جعفر صادق، ششمین امام شیعه، می‌گوید ابراهیم بعد از خروج از کشور نمرود، صندوقی ساخت و ساره را درون آن گذاشت و درهای آن را از همه طرف بست. سپس وارد کشور پادشاهی به نام عزاره شد. وقتی مامور مالیات آن کشور با ابراهیم روبرو شد، اموالش را گشت تا اینکه به آن صندوق رسید. ابراهیم مایل نبود در صندوق را باز کند تا او ساره را ببیند؛ نتیجتا، او را گفت که فرض کن این صندوق حاوی طلا و نقره است و من مالیاتش را می‌دهم. مامور نپذیرفت و ابراهیم به ناچار صندوق را گشود. از ابراهیم پرسید چرا او را در صندوق کرده‌ای؟ ابراهیم پاسخ داد غیرتم اجازه نمی‌دهد نامحرمان او را ببینند. مامور خشمگین شد و پیکی نزد پادشاه فرستاد. نهایتا، ابراهیم را با صندوق به دربار بردند و آنجا به دستور پادشاه ساره را از صندوق بیرون آوردند. پادشاه با دیدن ساره شیفته او شد و به سویش دست دراز کرد اما دستش خشک شد. ابراهیم از خدا درخواست کرد دست او را آزاد کند. این اتفاق سه بار رخ داد، تا اینکه در آخر پادشاه به ابراهیم و ساره گفت از کشورش بیرون روند و همچنین هاجر را نیز به آنان بخشید.
به همین ترتیب قرآن داستان کتاب مقدس درباره ساره که هنگام دریافت پیام الهی مبنی بر تایید حاملگی خود خندید را تکرار می‌کند؛ اگرچه در قرآن این پیام توسط فرشتگان خبر داده می‌شود نه خود خدا.